# Paracellaria elizabethae
Paracellaria elizabethae är en mossdjursart som beskrevs av William Roy Branch och Hayward 2005. Paracellaria elizabethae ingår i släktet Paracellaria och familjen Cellariidae. Inga underarter finns listade i Catalogue of Life.